# Catherine Locandro
Catherine Locandro (née en 1973 à Nice) est une romancière et scénariste franco-belge.
Elle vit aujourd'hui à Bruxelles.

## Œuvres
- Clara la nuit, Gallimard, 2004 - Prix Coup de cœur du Point 2004, Prix René-Fallet 2005[1], Prix Littéraire Québec-France Marie-Claire-Blais 2006
- Sœurs, Gallimard, 2005
- Les Anges déçus, Éditions Héloïse d'Ormesson, 2007
- Face au Pacifique, Éditions Héloïse d'Ormesson, 2009 ; Pocket 2016
- L’Enfant de Calabre, Éditions Héloïse d'Ormesson, 2013 ; Pocket 2015
- L’Histoire d’un amour, Éditions Héloïse d'Ormesson, 2014 ; Pocket 2017
- Pour que rien ne s'efface, Éditions Héloïse d'Ormesson, 2017
- Des cœurs ordinaires, Gallimard, 2019
- Cassius, Albin Michel Jeunesse, 2019 - Prix Première Victor du livre jeunesse 2021[2]
- Dans ce monde ou dans l'Autre, Albin Michel Jeunesse, 2021- Prix Littéraire Paul Langevin 2023.
- Le Portrait de Greta G., Éditions Les Pérégrines (Coll. Les Audacieuses), 2022 - Prix Geneviève Moll de la biographie 2022[3].
- Mon amie Léno, Syros Jeunesse, 2024